# فيكتور ماناكوف
فيكتور ماناكوف (بالروسية: Виктор Манаков )‏ (و. 1960 – 2019 م) هو راكب دراجة هوائية، ومدرب رياضي من الاتحاد السوفيتي، وروسيا، شارك في الألعاب الأولمبية الصيفية 1980، توفي في موسكو، عن عمر يناهز 59 عاماً.

## روابط خارجية
- فيكتور ماناكوف على موقع أرشيف الدراجات (الإنجليزية)
- فيكتور ماناكوف على موقع اللجنة الأولمبية الدولية (الإنجليزية)
- فيكتور ماناكوف على موقع أوليمبيديا (الإنجليزية)